# The One -Crash to Create-
"The One -Crash to Create-" é o décimo quinto single da banda de rock japonesa Luna Sea, lançado em 21 de março de 2012. É o primeiro single da banda desde sua reunião em 2010 e o primeiro desde "Love Song", lançado 11 anos antes. Estreou na quinta posição na Oricon Singles Chart e alcançou o número 23 na Billboard Japan Hot 100.

## Visão geral
Em 2000, o Luna Sea dissolveu suas atividades após lançar seu último single "Love Song". Dez anos depois, a banda anunciou sua reunião oficial. "The One -Crash to Create-" é seu primeiro single em 11 anos, após a reunião. O guitarrista Sugizo acredita que foi porque eles foram capazes de completar esta desafiadora e "grandiosa" canção, que o Luna Sea foi capaz de criar suas próximas canções de "rock 'n roll inquestionável" "The End of the Dream" e "Rouge". Ele também afirmou que a faixa teve uma grande influência no primeiro álbum da banda em treze anos, A Will.

## Lançamento e recepção
Em 8 de março, a banda realizou um evento intitulado Full Moon Contact "The One" no United Cinemas Toyosu, onde estreou a música pela primeira vez, que foi transmitida ao vivo para o mundo todo pelo Nico Nico Live e Ustream. A canção foi então lançada exclusivamente no Luna Sea Mobile em 14 de março, antes de seu lançamento geral, em 21 de março. A primeira apresentação real ao vivo da música foi para o programa especial pay-per-view Luna Sea TV Special -The End of the Dream-, que foi transmitido pela WOWOW em 8 de julho de 2012, onde a banda se apresentou sem público.
O single estreou em quinto lugar na parada Oricon Singles Chart, vendendo cerca de 24.000 cópias em sua primeira semana, e permaneceu nas paradas por sete semanas. Já na Billboard Japan Hot 100, alcançou a 23° posição. Consiste apenas na faixa-título de 23 minutos. Quatro edições foram lançadas, cada uma com uma capa diferente; um CD normal, um HQCD, um SACD híbrido e um conjunto incluindo os três e um DVD.

## Faixas
| N.º | Título                      | Duração |  |
| 1.  | "The One -Crash to Create-" | 22:56   |  |

## Ficha técnica
Luna Sea
- Ryuichi - vocais
- Sugizo - guitarra
- Inoran - guitarra
- J - baixo
- Shinya Yamada - bateria

Produção
- d-kiku – manipulação
- Takuya Hayama – piano
- Tomoyuki Asakawa – harpa
- Yucca – vocais de apoio
- Chiyomitsu Noguchi – cordas
- Ikuro Fujiwara – maestro de cordas

## Desempenho nas paradas
| Parada (2013)           | Posição de pico |
| ----------------------- | --------------- |
| Oricon Singles Chart    | #5              |
| Billboard Japan Hot 100 | #23             |